# Juan Eduardo Cirlot
Juan Eduardo Cirlot Laporta (Barcellona, 9 aprile 1916 – 11 maggio 1973) è stato uno scrittore spagnolo.

## Biografia
Aderì al surrealismo, scrivendo opere in versi quali La morte di Gerione (1943) e Lilith (1949). Valente poligrafo, fu compositore e critico d'arte, autore di monografie su Antoni Gaudí e di un’Introduzione al Surrealismo (1953).
Nel 1958 pubblicò a Barcellona il Diccionario de símbolos tradicionales, noto poi col titolo semplificato di Dizionario dei simboli: contenente migliaia di voci relative ai simboli più diversi dall'Oriente all'Occidente, dalla mitologia e dal patrimonio religioso, Cirlot scrisse negli anni successive altre voci, apparse nelle successive edizioni, inglesi e postume.
Nel 1970 pubblicò Inger Stevens, ma la sua produzione in poesia fu raccolta postuma in Opera poetica (1981) e 88 sueños (1988).

## Opere

### Poesia
- Pájaros tristes y otros poemas a Pilar Bayona (1942)
- Canto de la Vida muerta (1946)
- Donde las lilas crecen (1946)
- Cuarto canto de la vida muerta y otros fragmentos (1961)
- Regina tenebrarum (1966)
- Bronwyn (1967)
- Cosmogonía (1969)
- Orfeo (1970)
- 44 sonetos de amor (1971)
- Variaciones fonovisuales (1996)
- En la llama. Poesía (1943-1959) (2005)

### Saggistica
- Diccionario de los ismos (1949)
- Ferias y atracciones (1950).
- El arte de Gaudí (1950)
- La pintura abstracta (1951)
- El estilo del siglo XX (1952)
- Introducción al surrealismo (1953)
- El mundo del objeto a la luz del surrealismo (1953)
- El Ojo en la Mitología: su simbolismo (1954). Riedito da Huerga & Fierro editores, 1992 e 1999.
- El espíritu abstracto desde la prehistoria a la Edad Media (1965)
- Diccionario de símbolos, 1958; II ed. castigliana ampliata, 1969; II ed. inglese e americana aumentata, 1971
  - Dizionario dei simboli, trad. Adele Marini, Milano, Siad Edizioni, 1985, ISBN  978-88-443-0077-7; Milano, Eco, 1996-2002; Milano, Armenia, 2004, ISBN 978-88-344-1728-7.
  - Dizionario dei simboli, trad. Maria Nicola, Milano, Adelphi, 2021, ISBN 978-88-459-3592-3.
- Del no mundo : Aforismos (1969)
- 88 sueños; Los sentimientos imaginarios y otros artículos (1988)
- Confidencias literarias, Huerga & Fierro editores, 1996.

### Romanzo
- Nebiros, inedito a causa della censura, pubblicato postumo nel 2016.